# Humberto Mendoza
Humberto Antonio Mendoza (Bucaramanga, 2 ottobre 1984) è un ex calciatore colombiano, di ruolo difensore.